# Lãnh thổ Mississippi

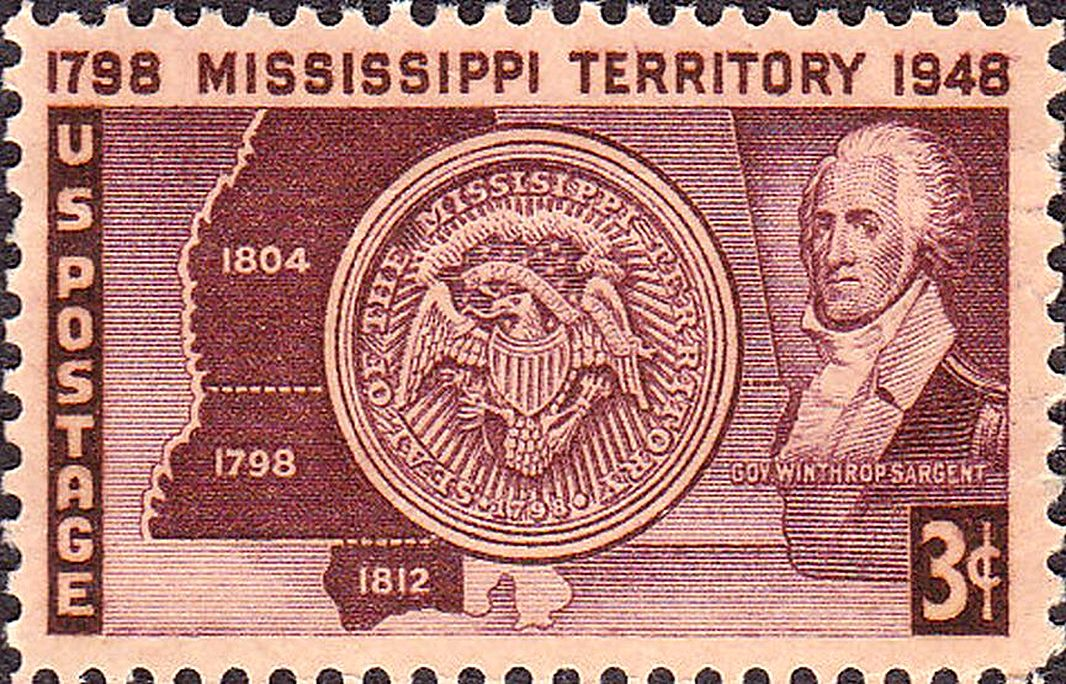
~ Lãnh thổ Mississippi ~ Tem thư phát hành năm 1948

Lãnh thổ Mississippi (tiếng Anh: Mississippi Territory hay Territory of Mississippi) từng là một lãnh thổ hợp nhất có tổ chức của Hoa Kỳ, tồn tại từ ngày 7 tháng 4 năm 1798 cho đến ngày 10 tháng 12 năm 1817. Vào giai đoạn cuối cùng, lãnh thổ được phép gia nhập liên bang để trở thành tiểu bang Mississippi.
Lãnh thổ Mississippi được mở rộng năm 1804 và thêm một lần nữa vào năm 1812 cho đến khi nó trải rông từ Vịnh Mexico đến ranh giới phía nam của Tennessee. Ghi chú: Georgia từ bỏ tuyên bố chủ quyền đối với phần đất phía bắc vào năm 1802, và vùng duyên hải vịnh Mexico bị Tây Ban Nha thu phục. Ban đầu, Lãnh thổ Mississippi bao gồm phần đất ngày nay là tiểu bang Alabama. Chín tháng trước khi Mississippi được phép gia nhập liên bang để trở thành một tiểu bang vào năm 1817 thì Lãnh thổ Alabama ở phía đông bị tách ra vào ngày 3 tháng 3.

Ngày 10 tháng 12 năm 1817, Mississippi được phép gia nhập liên bang để trở thành tiểu bang thứ 20 của Hoa Kỳ.

## Lịch sử
Lãnh thổ Mississippi được tổ chức vào năm 1798 từ vùng đất tranh chấp giữa Hoa Kỳ và Tây Ban Nha cho đến khi Tây Ban Nha từ bỏ tuyên bố chủ quyền qua Hiệp định Madrid, ban đầu được ký kết giữa đại diện hai quốc gia vào năm 1795. Khu vực này kéo dài từ vĩ tuyến 31° Bắc đến 32°28' Bắc hay khoảng bằng nữa phần phía miền các tiểu bang ngày nay là Alabama và Mississippi.
Tiểu bang Georgia duy trì tuyên bố chủ quyền gần như toàn bộ khu vực mà ngày nay là các tiểu bang Alabama và Mississippi (từ vĩ tuyến 31° Bắc đến vĩ tuyến 35° Bắc) cho đến khi tiểu bang này từ bỏ tuyên bố chủ quyền vào năm 1802 sau vụ tai tiếng vùng đất Yazoo. Hai năm sau đó, Quốc hội Hoa Kỳ mở rộng ranh giới của Lãnh thổ Mississippi bao gồm tất các phần đất Georgia nhượng lại.
Ranh giới cuối cùng giữa Georgia và Lãnh thổ Mississippi được xác định đi theo sông Chattahoochee lên hướng bắc từ biên giới với Florida thuộc Tây Ban Nha. Tuy nhiên, dòng chảy thượng nguồn của sông Chattahoochee rẻ sang hướng đông bắc, đi sâu vào trong Georgia. Vì thế ranh giới được xác định đi theo con sông này cho đến khi nó quay lên đông bắc, và rồi đi theo một đường thẳng theo hướng bắc đến vĩ tuyến 35 độ Bắc. Phân tuyến này không chạy thẳng lên hướng bắc mà đúng hơn là bẻ góc để gặp ranh giới phía bắc của lãnh thổ một phần ba đường sang hướng tây, để lại hai phần ba phần còn lại cho hai tiểu bang tương lai.
Năm 1812, Hoa Kỳ sáp nhập Địa khu Mobile của Tây Florida vào Lãnh thổ Mississippi. Hoa Kỳ tuyên bố rằng Địa khu Mobile là một phần của Cấu địa Louisiana mặc dù Tây Ban Nha tranh cãi là không phải. Tây Ban Nha vẫn tiếp tục tuyên bố chủ quyền đối với địa khu đó. Trong những năm tiếp theo sau, tướng James Wilkinson chiếm đóng địa khu này với một lực lượng quân sự nhưng tư lệnh Tây Ban Nha tại đó không chống trả. Việc sáp nhập này làm cho Lãnh thổ Mississippi trải dọc theo duyên hải Vịnh Mexico từ sông Perdido đến sông Pearl.
Ngày 3 tháng 3 năm 1817, Lãnh thổ Mississippi bị chia tách với phần phía tây trở thành tiểu bang Mississippi, và phần phía đông trở thành Lãnh thổ Alabama. St. Stephens nằm trên sông Tombigbee trở thành thủ phủ tạm thời của Lãnh thổ Alabama.
Quốc hội Hoa Kỳ phân định ranh giới giữa Mississippi và Alabama bằng cách phân chia lãnh thổ thành hai phần gần như bằng nhau về diện tích, tương tự như diện tích của tiểu bang Georgia. Vùng đất sản xuất nông nghiệp được phân chia bởi một đường thẳng chạy về phia nam từ góc tây bắc của Quận Washington đến Vịnh Mexico. Ranh giới phía bắc của điểm này có góc độ quay về phía đông để giữ cho Mississippi và Alabama gần như bằng nhau về diện tích. Tại điểm cuối phía bắc, ranh giới có góc độ này đi theo một đoạn ngắn của sông Tennessee. Quốc hội chọn ranh giới này vì nếu đường thẳng chạy thẳng cả đường đến ranh giới Tennessee thì Mississippi sẽ làm chủ một mãnh đất đồi núi nhỏ bị cắt khỏi các phần đất còn lại của tiểu bang bởi con sông Tennessee rộng lớn.

## Định cư
Vùng đất rộng lớn, rẻ tiền và tốt để trồng bông vải đã thu hút nhiều đoàn người định cư đến đây, đa số là từ Georgia, Nam/Bắc Carolina và từ các khu vực trồng cây thuốc lá của Virginia và Bắc Carolina vào thời điểm khi mà việc trồng cây thuốc lá không còn sinh nhiều lợi nhuận. Từ năm 1798 đến năm 1820, dân số tăng vọt từ dưới 9.000 lên đến trên 222.000 người. Di dân đến thành hai đợt khá rõ rệt – một phong trào di dân đều đặn cho đến khi xảy ra Chiến tranh 1812 và một dòng thác di dân từ năm 1815 đến 1819. Dòng thác di dân sau chiến tranh xảy ra vì nhiều nguyên cớ khác nhau trong đó phải kể là giá bông vải tăng cao, sự loại bỏ quyền làm chủ đất của đa số người bản địa Mỹ, đường sá mới và cải thiện, và sự tận dụng được các con đường đi mới trực tiếp đến Vịnh Mexico. Các di dân đầu tiên là các thương gia và thợ đánh bẫy thú, sau đó là những người chăn nuôi, và cuối cùng là các nông gia. Biên cương tây nam sản sinh ra một xã hội tương đối dân chủ.

### Bông vải
Sau năm 1800, sự phát triển nền kinh tế bông vải tại miền Nam đã làm thay đổi quan hệ kinh tế giữa người bản địa Mỹ và người da trắng với nô lệ của họ tại Lãnh thổ Mississippi. Khi người bản địa Mỹ nhượng lại đất đai của họ cho người da trắng, họ trở nên cô lập hơn với người da trắng và người da đen. Một làn sóng to lớn mua bán đất củ của người bản địa Mỹ cộng thêm cuộc di dân (cùng với nô lệ) vào Lãnh thổ Mississippi đã bảo đảm sự thống trị của nền kinh tế bông vải đang phát triển.

### Chính quyền
William C. C. Claiborne (1775–1817), một luật sư và cựu nghị sĩ thuộc đảng Dân chủ-Cộng hòa của Tennessee (1797–1801), là thống đốc kiêm giám đốc cục Bản địa vụ tại Lãnh thổ Mississippi từ năm 1801 đến 1803. Tuy muốn thu thêm một số đất đai từ người bản địa Choctaw và Chicasaw nhưng Claiborne rất đổi cảm thông và có thái độ dễ làm lành với người bản địa Mỹ. Ông làm việc bền bỉ và kiên nhẫn để giải quyết những khác biệt nãy sinh và cải thiện phúc lợi vật chất cho người bản địa Mỹ. Ông cũng thành công trong việc đề cao việc thực thi luật pháp và trật tự như việc ông ra giải thưởng 2.000 đô la để giúp phá tan một nhóm tội phạm do Samuel Mason (1750–1803) cầm đầu. Lập trường của ông đối với các vấn đề chứng tỏ ông có một tầm nhìn quốc gia hơn là vùng mặc dù không ông phớt lờ các vấn đề địa phương của mình. Claiborne biểu lộ triết lý của đảng Cộng hòa và giúp đảng này đánh bại những người theo đảng Liên bang. Khi dịch bệnh đậu mùa bùng phát vào mùa xuân năm 1802, hành động của Claiborne là một cuộc tiêm chủng rộng khắp được ghi nhận đầu tiên trong lãnh thổ và đã cứu được Natchez khỏi căn bệnh.
George Mathews, một cựu thống đốc của tiểu bang Georgia, được bổ nhiệm làm thống đốc mặc dù việc bổ nhiệm bị thu hồi trước khi ông nhận chức. David Holmes là thống đốc cuối cùng của Lãnh thổ Mississippi, 1809–17. Holmes nói chung thành công trong việc đối phó với vô số các vấn đề trong đó có việc mở rộng, chính sách đất đai, người bản địa Mỹ, Chiến tranh 1812, và đại hội hiến pháp 1817 (ông được bầu làm chủ tịch đại hội này). Thường luôn quan tâm với các vấn đề có liên quan đến Tây Florida, ông có vai trò chính yếu trong các cuộc thương thuyết vào năm 1810 mà qua đó dẫn đến việc chiếm đóng hòa bình một phần đất của Tây Florida. McCain (1967) kết luận rằng thành công của Holmes không phải dựa vào tài năng sáng suốt mà nhờ vào sự lương thiện, không ích kỷ, tính thuyết phục, cam đảm, thành thật, ngoại giao, và thông minh.
Nữa phía đông của Lãnh thổ Mississippi Territory được gán tên là Địa khu Tombigbee và sau này có tên là Quận Washington. Bị phớt lờ bởi chính quyền lãnh thổ, dân cư ngụ trong lãnh thổ bị bao vây bởi sự thù nghịch của người láng giềng, các dân quân bản địa Mỹ, và các vấn đề thông thường của vùng biên cương là tranh giành chủ quyền đất đai và thiết lập luật pháp. Các giải pháp cho các khó khăn này trở nên chậm chạp, và không hoàn toàn được giải quyết vào lúc phần còn lại của lãnh thổ trở thành tiểu bang Alabama vào năm 1819.

### Luật pháp
Luật phổ thông Anh thống trị sự phát triển hệ thống tư pháp tại Lãnh thổ Mississippi. Người dân xem luật pháp mà Winthrop Sargent, thống đốc lãnh thổ, áp đặt là áp bức và vi hiến. 'Bộ luật Sargent', tuy không được lòng dân chúng nhưng đã thiết lập ra hệ thống tòa án đầu tiên cho lãnh thổ và phục vụ trong vai trò tiền thân cho các tu chính sau này. Đao luật tư pháp năm 1802 đơn giản hóa đáng kể hệ thống tòa án. Một số đạo luật tái tổ chức tư pháp ra đời sau đó vào những năm 1805, 1809, và 1814. Mặc dù đây là các hình thức biến đổi của Bô luật Sargent nhưng hệ thống tòa án quận và quyền lực đáng kể của các quan tòa vẫn tiếp tục. Trong khi tính chính danh của các thành viên thuộc tòa án lãnh thổ đầu tiên có thể bị nghi ngờ nhưng phẩm chất của các quan tòa tại các phiên tòa sau này phát triển đều đặn.

### Tôn giáo
Trong khi nhà thờ Công giáo hoạt động dọc theo duyên hải thì các hoạt động tôn giáo thuộc Tin Lành bắt đầu có mặt tại nội địa Lãnh thổ Mississippi sau năm 1799. Tư tưởng tự dọ, nghi kị, vô thần hay có khác biệt với tôn giáo là các đặc điểm của giới trồng trọt và nhà đầu cơ giàu có vì những người mới đến chỉ quan tâm hơn đến việc làm giàu trong thế giới này hơn là thế giới về sau. Các giáo phái Giám lý, Rữa tội, và Trưởng lão hình thành ba giáo phái dẫn đầu tại lãnh thổ. Các chức sắc Tin Lành giành được nhiều người cải đạo, thường xuyên đề cao giáo dục, và có một số ảnh hưởng trong việc cải thiện sự đối xử tử tế với người nô lệ.